# Megastraea turbanica
Megastraea turbanica är en snäckart som först beskrevs av Dall 1910.  Megastraea turbanica ingår i släktet Megastraea och familjen turbinsnäckor. Inga underarter finns listade i Catalogue of Life.

## Bildgalleri

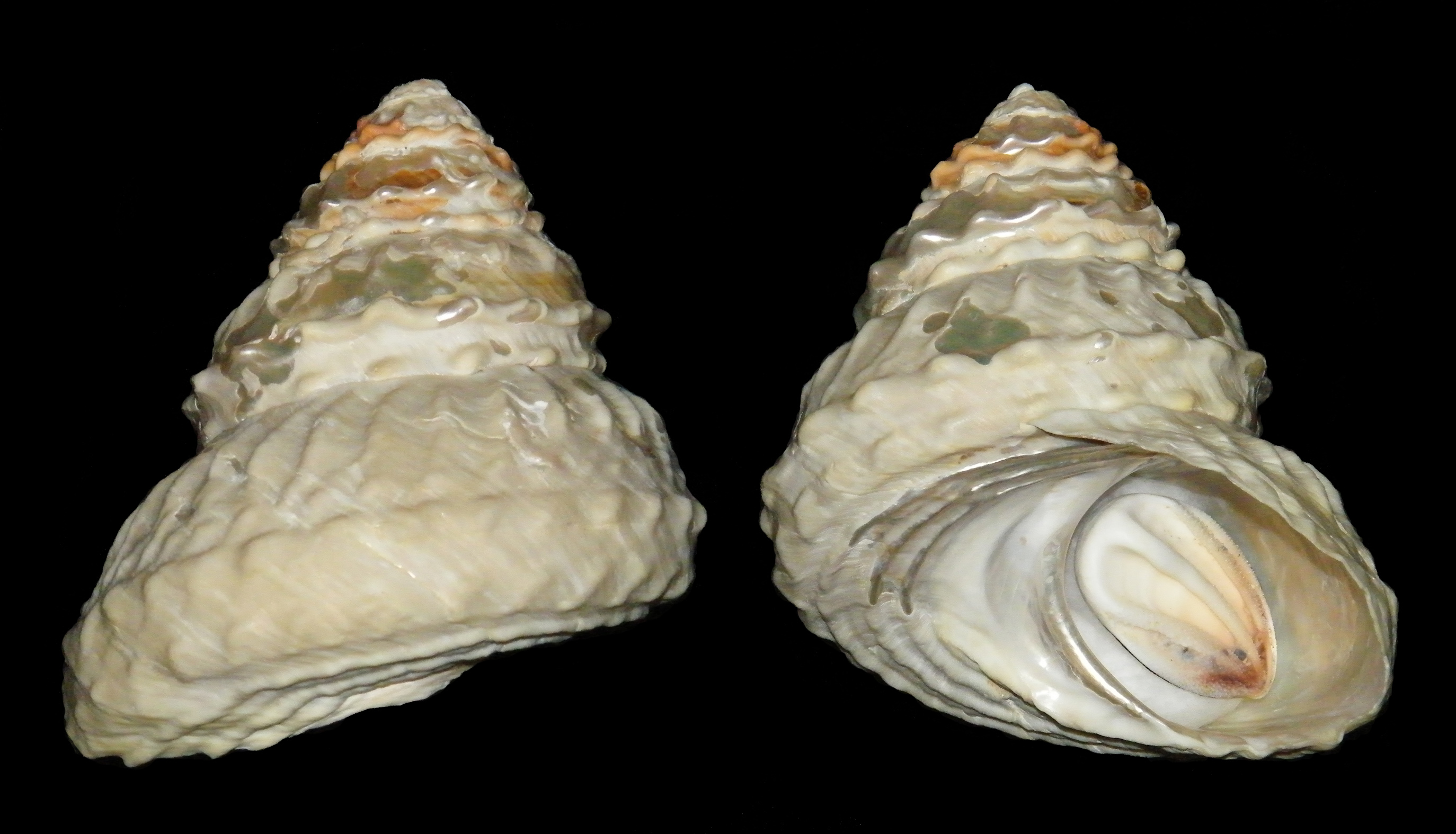
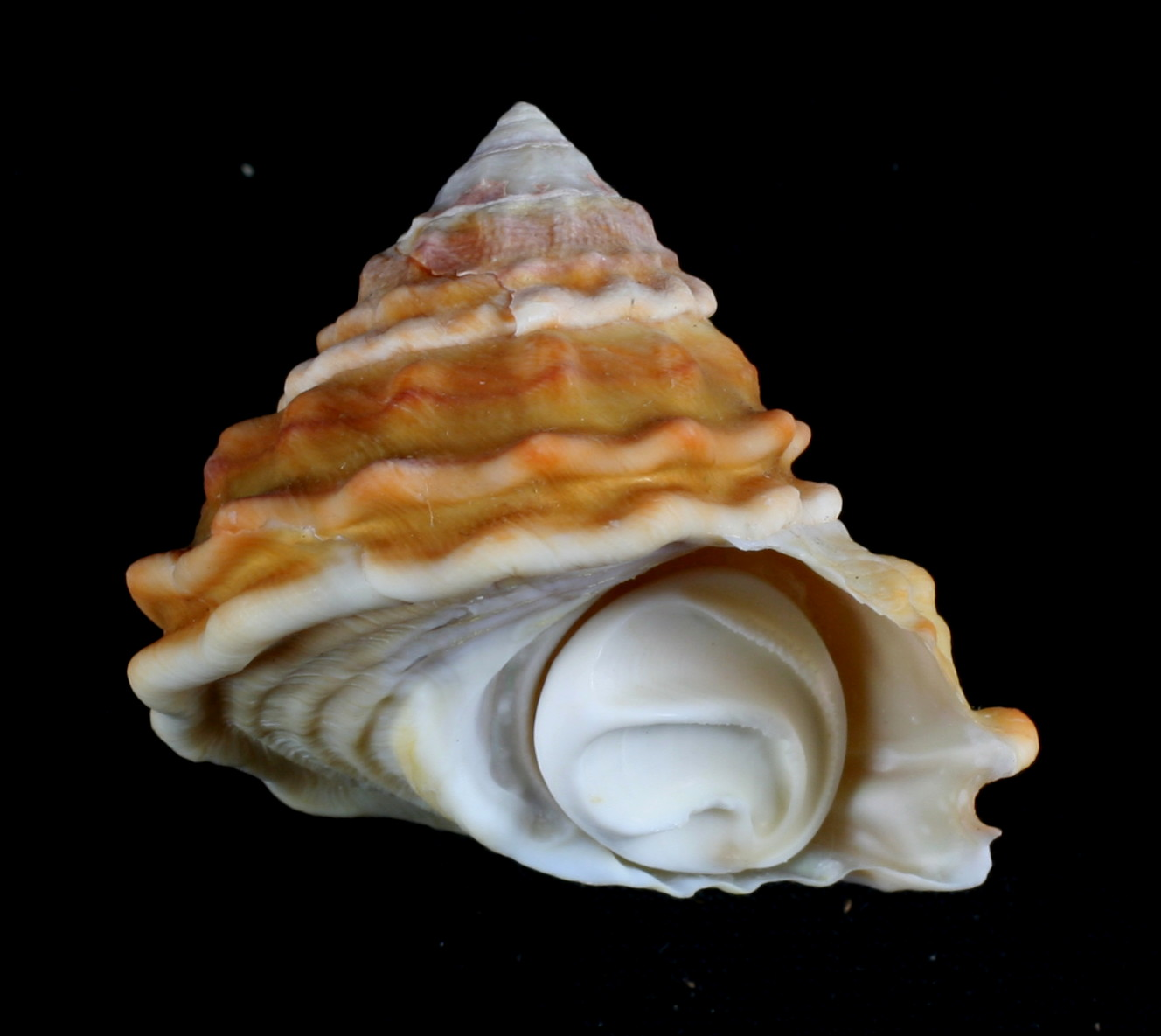